# Romanogobio johntreadwelli
Romanogobio johntreadwelli är en fiskart som först beskrevs av Banarescu och Nalbant, 1973.  Romanogobio johntreadwelli ingår i släktet Romanogobio och familjen karpfiskar. Inga underarter finns listade i Catalogue of Life.